# Darnley’s House

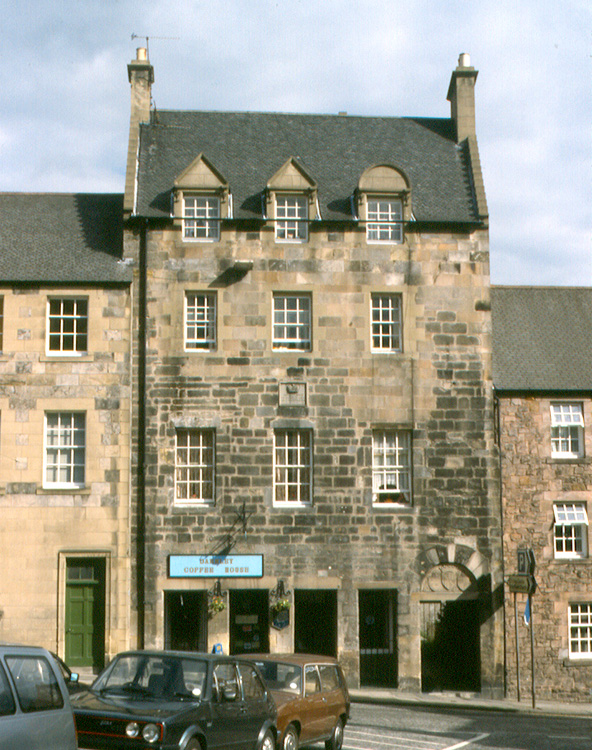
Darnley’s House

Darnley’s House, auch Erskine of Gogar’s House, ist ein Wohngebäude in der schottischen Stadt Stirling in der gleichnamigen Council Area. 1965 wurde das Bauwerk in die schottischen Denkmallisten in der höchsten Denkmalkategorie A aufgenommen.

## Geschichte
Der Name des Gebäudes bezieht sich auf Henry Stuart, Lord Darnley, den Gemahl Königin Maria Stuarts. Dieser soll dort im Schatten von Stirling Castle gelebt haben. Diese Überlieferung entbehrt jedoch einer belegbaren Grundlage. Ebenso verhält es sich mit der Überlieferung, dass der spätere König Jakob VI. wie auch sein Sohn Henry dort aufgewachsen seien. Wahrscheinlicher ist hingegen eine Beziehung zu den Erskines of Gogar von Stirling Castle.
Darnley’s House stammt aus dem späten 16. oder frühen 17. Jahrhundert. Im Jahre 1958 wurde die Restaurierung des Gebäudes abgeschlossen.

## Beschreibung
Das Gebäude steht an der Bow Street gegenüber der Einmündung der Broad Street im historischen Zentrum Stirlings. Jenseits des L-förmigen Gebäudes schließt sich das Moir of Leckie’s House an. Die westexponierte Hauptfassade des vierstöckigen Gebäudes ist drei Achsen weit. Während dort noch ungleichmäßig große Quader zu einem Schichtenmauerwerk verbaut wurden, besteht die rückwärtige Fassade aus Bruchstein. Rechts führt ein rundbogiger Torweg mit Wappenplatte auf den Innenhof. Eine weitere ornamentierte Platte zwischen dem ersten und zweiten Obergeschoss stammt aus dem 19. Jahrhundert. Zwei Dreiecksgiebel sowie ein halbrundes Gesimse verdachen die Lukarnen, die aus dem mit grauem Schiefer eingedeckten Satteldach heraustreten. Die Giebel sind als Staffelgiebel gearbeitet.